# 油品装卸
油品装卸系统，是运输设备（如车船等）和储存基地之间进行原油或者石油产品装卸的设施设备，依据不同情况，大体可分为铁路装卸系统，水运装卸系统和公路装卸系统三类。

## 铁路装卸与鹤管
铁路装卸系统主要用于运输油品的罐车（火车）和储油罐的油品装卸，主要有的部件是装卸用的鹤管。鹤管是铁路油罐车上部装卸油品的关键设备，顾名思义其形状犹如鹤的头和颈部，可以深入彼方容器并灵活转动，主体由直径约100mm的钢管或者200mm的铝管制成。常用的鹤管有以下几种：“固定式万向鹤管”，此种鹤管低端固定可以360度旋转和上下弯曲，重量较小且可以避免与邻近物件发生碰撞产生火花，是目前使用较为广泛的；“自重力平衡鹤管”，主要采用人工操作，此类鹤管的平衡力矩再各个角度都能达到平衡，操作较为灵活；“大鹤管”可以上下移动的体积较大的一种鹤管，性能全面且使用寿命长，但投资大，占地面积大，适用于作业频繁，装卸量大的输转系统，此外还有气动鹤管和卸又臂等等类型。

## 水运装卸与输油臂

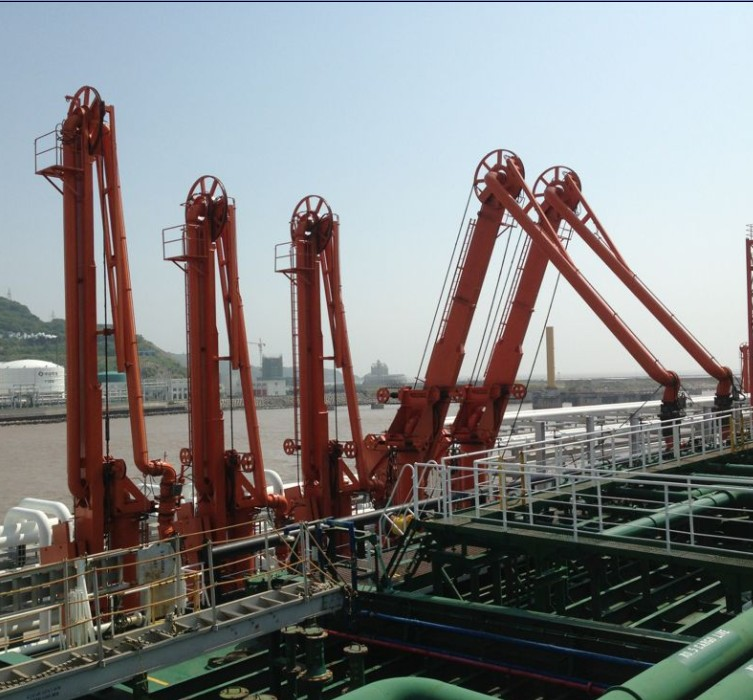
水运装卸作业和输油臂如图所示

### 装卸油码头
水运装卸是目前次于输油管道的最重要的油品输转方式。水运装卸主要由装卸油码头以及码头装卸设备来实现。装卸油码头是供水运油轮装卸油品和停泊的专用码头，依据不同的建造方式，有以下几种类型：“近岸固定式码头”，是利用自然地形建造的一种码头就在岸边的形式，整体性好，坚固耐用，投资小，适用于内陆河运，不适用于风大且船舶体积大的海运码头；“近岸浮码头”，码头有链接的引桥和大陆连接，设施于可浮动码头上，适用于内陆的大江大河；“栈桥式固定码头”，码头通过栈桥由岸边深入海中，输转量大，投资大，建设难度较高，沿海的大储量油库多采用此类型。

### 输油臂
陆用流体装卸臂 ，通称、输油臂，是用于陆地油品仓储基地与油轮之间的油品输送的机械，被广泛使用于各类油库、中转站中。主要分为，内臂、外壁和支座等基部分，一般依靠液压传动，可以进行前后运动，左右平动，连接处可以进行三维运动，因而使用便利，较之传统的输油软管有较大的优势。缺点是造价成本高，检修不便。

## 公路装卸系统
公路装卸是通过装卸系统完成储存基地和油罐车的装卸油作业，和加油站的概念有所区别，油罐车停泊于发车平台一侧的场地上，随后通过鹤管将油品发给槽罐车，发油前后通过地磅计量重量，得出发油的数量，汽车发给油库的情况不多，也常常是油库建于山上，汽车可以在山顶发油，山底下收油，如此油库无需额外提供动力，仅仅通过自流就能实现收发油。